# 索达吉堪布

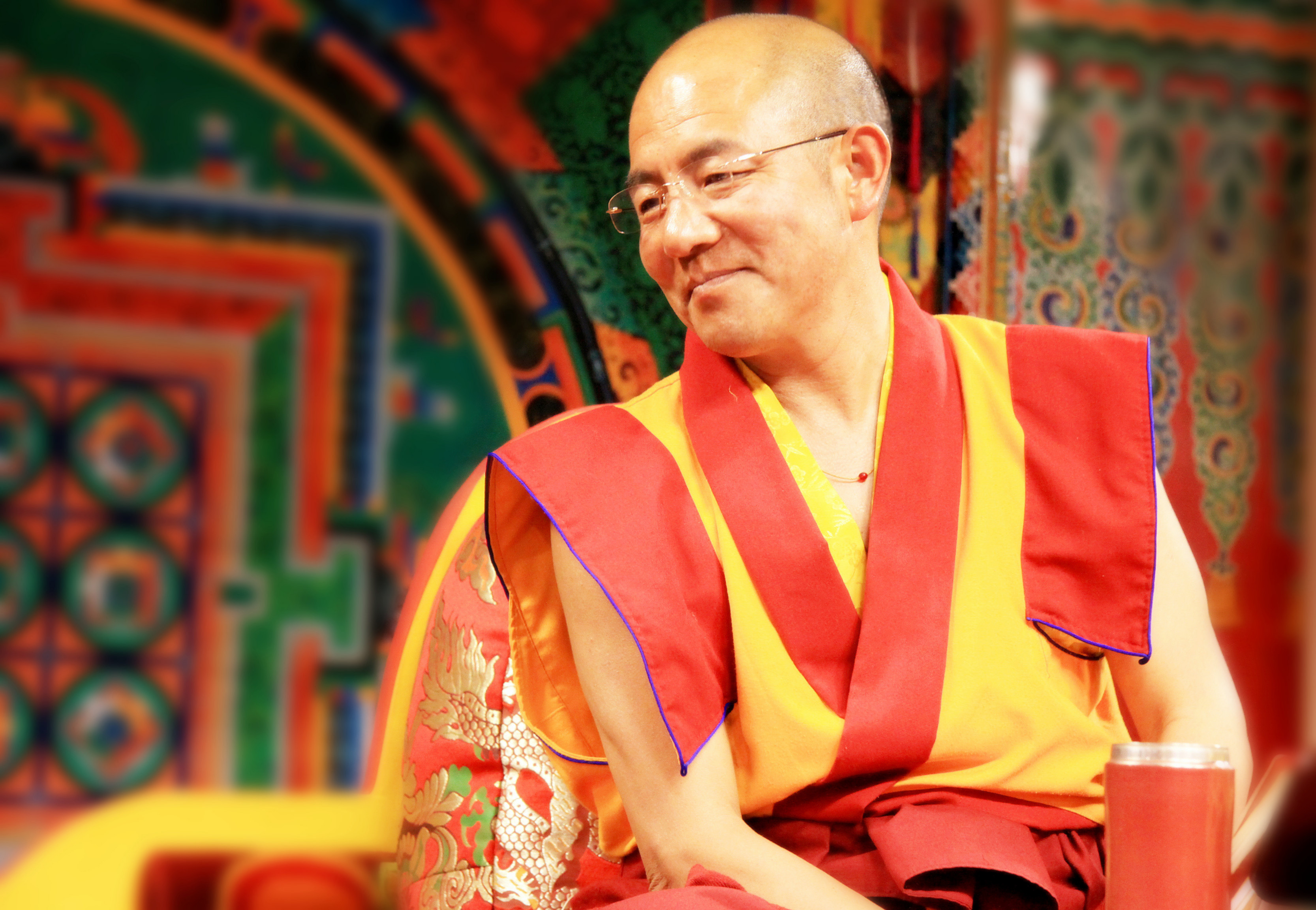
索达吉堪布

索达吉堪布（藏语：མཁན་པོ བསོད་དར་རྒྱས；英语：Khenpo Sodargye；1962年8月—），藏族喇嘛、學者、教師。出生于四川省甘孜藏族自治州炉霍县，1985年出家于中国四川省喇荣五明佛学院。